# Други лички партизански одред
Други лички народноослободилачки партизански (НОП) одред  је био партизанска јединица у саставу Народноослободилачке војске и партизанских одреда Југославије током Другог светског рата у Југославији.

## Историјат
Формиран је средином априла 1942. од два самостална партизанска батаљона: Огњен Прица и Крбава (борци из коренићког и удбинског среза). Имао је око 920 бораца. Почетком јуна формиран је 3. батаљон Мића Радаковић, а затим и Омладинска чета. Батаљон Огњен Прица ослободио је 27. априла Пријебој, 29. априла Плитвичка језера, а почетком маја села Пољанак, Растовачу, Корану, Пољану и Чатрњу ради повезивања слободних територија Лике и Кордуна. У току лета овај батаљон одбио је више напада усташа и домобрана од Личког Петровог Села, Дрежника, Ваганца и Саборског ка Плитвичким језерима, Пријебоју и Кореници, и на цести измеду Личког Петровог Села и Пријебоја разбио чету усташа (10. јуна). По две чете батаљона Крбава и Огњен Прица учествовале су у другој половини априла и првој половини маја у борбама против четника у грачачком срезу. Одред је 3—5. јуна са батаљонима Крбава и Мића Радаковић, у садејству са батаљоном Пекиша Вуксан напао без успеха Удбину, а месец дана касније (2/3. јула) са поменута своја два и по једним батаљоном из 1. и 3. личког НОП одреда заузео је Подлапац који су браниле усташе. У јулу батаљон Крбава напада четнике у Дољанима, Подуму и Дреновом Кланцу (оточачки срез), а наредног месеца води борбе
на сектору Плитвичких језера и код Личког Петровог Села заједно с батаљоном Огњен Прица. За то време батаљон Мићо Радаковић дејствовао је на комуникацији Врховине—Перушић—Лички Осик,
нападао усташе на Клиси и у Жабици код Госпића и спречавао нападе непријатеља од Госпића и Перушића преко Љубова у Крбавско поље. Средином августа батаљони Огњен Прица и Мићо Радаковић ушли су у састав 2. личке бригаде, а средином септембра батаљон Крбава у састав 9. бригаде Хрватске (3. личка) кад је и Одред расформиран. Одред је издавао лист Партизански борац.